# Lino Nessi
Lino Nessi (1904. – ?), paraguayi válogatott labdarúgó.
A paraguayi válogatott tagjaként részt vett az 1930-as világbajnokságon és az 1929-es Dél-amerikai bajnokságon.

## Külső hivatkozások
- Lino Nessi a FIFA.com honlapján Archiválva 2015. február 5-i dátummal a Wayback Machine-ben